# Feel (studio)
Feel Co., Ltd. (jap. 有限会社フィール Yūgen-gaisha Fiiru) – japońskie studio animacji z siedzibą w Koganei, założone 26 grudnia 2002 roku przez byłych pracowników studia Pierrot. Firma jest filią Fun-Media, holdingu, będącego również właścicielem studiów animacji Assez Finaud Fabric i Zexcs, które mieszczą się w tym samym budynku co Feel.

## Produkcje

### Seriale telewizyjne
| Rok  | Tytuł                                                  | Reżyser(zy)          | Liczba odcinków | Uwagi                                                                                        | Przypisy |
| ---- | ------------------------------------------------------ | -------------------- | --------------- | -------------------------------------------------------------------------------------------- | -------- |
| 2005 | Jinki: Extend                                          | Masahiko Murata      | 12              | Na podstawie mangi autorstwa Tunasimy Sirō.                                                  | [ 3 ]    |
| 2005 | Futakoi Alternative                                    | Takayuki Hirao       | 13              | Własna twórczość. We współpracy z Studio Flag i Ufotable.                                    | [ 4 ]    |
| 2005 | Da Capo: Second Season                                 | Munenori Nawa        | 26              | Sequel Da Capo.                                                                              | [ 5 ]    |
| 2006 | Otome wa boku ni koishiteru                            | Munenori Nawa        | 12              | Na podstawie powieści wizualnej dla dorosłych produkcji Caramel Box.                         | [ 6 ]    |
| 2007 | Nagasarete Airantō                                     | Hideki Okamoto       | 26              | Na podstawie mangi autorstwa Takeshiego Fujishiro.                                           | [ 7 ]    |
| 2007 | Da Capo II                                             | Hideki Okamoto       | 26              | Na podstawie powieści wizualnej dla dorosłych produkcji Circus. Sequel serii Da Capo.        | [ 8 ]    |
| 2008 | Shikabane hime: Aka                                    | Masahiko Murata      | 13              | Na podstawie mangi autorstwa Yoshiichiego Akahito. We współpracy z Gainax.                   | [ 9 ]    |
| 2009 | Shikabane hime: Kuro                                   | Masahiko Murata      | 12              | Sequel Shikabane hime. We współpracy z Gainax.                                               | [ 10 ]   |
| 2009 | Kanamemo                                               | Shigehito Takayanagi | 13              | Na podstawie mangi autorstwa Shōko Iwami.                                                    | [ 11 ]   |
| 2010 | Kiss×sis                                               | Munenori Nawa        | 12              | Na podstawie mangi autorstwa Bowa Ditamy.                                                    | [ 12 ]   |
| 2010 | Yosuga no Sora                                         | Takeo Takahashi      | 12              | Na podstawie powieści wizualnej dla dorosłych produkcji Sphere.                              | [ 13 ]   |
| 2010 | Fortune Arterial: Akai yakusoku                        | Munenori Nawa        | 12              | Na podstawie powieści wizualnej dla dorosłych produkcji August. We współpracy z Zexcs.       | [ 14 ]   |
| 2011 | Mayo chiki!                                            | Keiichiro Kawaguchi  | 13              | Na podstawie light novel autorstwa Hajime Asano.                                             | [ 15 ]   |
| 2012 | Papa no iukoto o kikinasai!                            | Itsuro Kawasaki      | 12              | Na podstawie light novel autorstwa Tomohiro Matsu.                                           | [ 16 ]   |
| 2012 | Dakara boku wa, H ga dekinai.                          | Takeo Takahashi      | 12              | Na podstawie light novel autorstwa Pana Tachibany.                                           | [ 17 ]   |
| 2013 | Minami-ke: Tadaima                                     | Keiichiro Kawaguchi  | 13              | Czwarty sezon Minami-ke.                                                                     | [ 18 ]   |
| 2013 | Ketsuekigata-kun!                                      | Yoshihasa Ōyama      | 49              | Na podstawie webtoona autorstwa Real Crazy Man. We współpracy z Assez Finaud Fabric i Zexcs. | [ 19 ]   |
| 2013 | Outbreak Company                                       | Kei Oikawa           | 12              | Na podstawie light novel autorstwa Ichirō Sakakiego.                                         | [ 20 ]   |
| 2014 | Futsū no joshikōsei ga Locodol yattemita               | Munenori Nawa        | 12              | Na podstawie mangi autorstwa Kōtarō Kosugiego.                                               | [ 21 ]   |
| 2014 | Jinsei                                                 | Keiichiro Kawaguchi  | 13              | Na podstawie light novel autorstwa Ōgyo Kawagishiego.                                        | [ 22 ]   |
| 2014 | Ushinawareta mirai wo motomete                         | Naoto Hosoda         | 12              | Na podstawie powieści wizualnej dla dorosłych produkcji Trumple.                             | [ 23 ]   |
| 2015 | Yahari ore no seishun Love Come wa machigatteiru. Zoku | Kei Oikawa           | 13              | Sequel Yahari ore no seishun Love Come wa machigatteiru. Machigatteiru.                      | [ 24 ]   |
| 2015 | Bikini Warriors                                        | Naoyuki Kuzuya       | 12              | Na podstawie franczyzy stworzonej przez Hobby Japan. We współpracy z PRA.                    | [ 25 ]   |
| 2015 | Suzakinishi the Animation                              | Yoshihiro Hiramine   | 12              | Na podstawie programu radiowego SuzakiNishi prowadzonego przez Ayę Suzaki i Asuki Nishi.     | [ 26 ]   |
| 2015 | Makura no danshi                                       | Sayo Aoi             | 12              | Własna twórczość. We współpracy z Assez Finaud Fabric.                                       | [ 27 ]   |
| 2016 | Dagashi kashi                                          | Shigehito Takayanagi | 12              | Na podstawie mangi autorstwa Kotoyamy.                                                       | [ 28 ]   |
| 2016 | Oshiete! Galko-chan                                    | Keiichiro Kawaguchi  | 12              | Na podstawie mangi autorstwa Kenyi Suzukiego.                                                | [ 29 ]   |
| 2016 | Kono bijutsu-bu ni wa mondai ga aru!                   | Kei Oikawa           | 12              | Na podstawie mangi autorstwa Imigimuru.                                                      | [ 30 ]   |
| 2017 | Tsuki ga kirei                                         | Seiji Kishi          | 12              | Własna twórczość.                                                                            | [ 31 ]   |
| 2018 | Hinamatsuri                                            | Kei Oikawa           | 12              | Na podstawie mangi autorstwa Masao Ōtake.                                                    | [ 32 ]   |
| 2018 | Island                                                 | Keiichiro Kawaguchi  | 12              | Na podstawie powieści wizualnej produkcji Frontwing.                                         | [ 33 ]   |
| 2019 | Kono yo no hate de koi wo utau shōjo YU-NO             | Tetsuo Hirakawa      | 26              | Na podstawie powieści wizualnej dla dorosłych produkcji 5bp.                                 | [ 34 ]   |
| 2020 | Yahari ore no seishun Love Come wa machigatteiru. Kan  | Kei Oikawa           | 12              | Sequel Yahari ore no seishun Love Come wa machigatteiru. Zoku.                               | [ 35 ]   |
| 2020 | Ochikobore Fruit Tart                                  | Keiichiro Kawaguchi  | 12              | Na podstawie mangi autorstwa Sō Hamayumiby.                                                  | [ 36 ]   |
| 2021 | Bokutachi no Remake                                    | Tomoki Kobayashi     | 12              | Na podstawie light novel autorstwa Nachiego Kio.                                             | [ 37 ]   |
| 2022 | Kiedy yakuza zostaje niańką                            | Itsuro Kawasaki      | 12              | Na podstawie mangi autorstwa Tsukiyi. We współpracy z Gaina.                                 | [ 38 ]   |
| 2023 | Spy kyōshitsu                                          | Keiichiro Kawaguchi  | 24              | Na podstawie light novel autorstwa Takemachiego.                                             | [ 39 ]   |

### OVA/ONA
| Rok  | Tytuł                                                  | Reżyser(zy)         | Liczba odcinków | Uwagi                                                                          | Przypisy |
| ---- | ------------------------------------------------------ | ------------------- | --------------- | ------------------------------------------------------------------------------ | -------- |
| 2007 | Strait Jacket                                          | Shinji Ushiro       | 3               | Na podstawie light novel autorstwa Ichirō Sakakiego.                           | [ 40 ]   |
| 2008 | Kiss×sis                                               | Munenori Nawa       | 12              | Na podstawie mangi autorstwa Bowa Ditamy.                                      | [ 41 ]   |
| 2011 | Fortune Arterial: Akai yakusoku                        | Munenori Nawa       | 1               | We współpracy z Zexcs.                                                         | [ 42 ]   |
| 2012 | Papa no iukoto o kikinasai!                            | Itsuro Kawasaki     | 3               | Odcinki OVA dołączone do 13. i 18. tomu light novel.                           | [ 43 ]   |
| 2012 | Minami-ke: Omatase                                     | Keiichiro Kawaguchi | 1               | Odcinek OVA dołączony do 10. tomu mangi.                                       |          |
| 2013 | Dakara boku wa, H ga dekinai.                          | Yoshifumi Sueda     | 1               |                                                                                |          |
| 2013 | Minami-ke: Natsuyasumi                                 | Keiichiro Kawaguchi | 1               | Odcinek OVA dołączony do 11. tomu mangi.                                       |          |
| 2014 | Futsū no joshikōsei ga Locodol yattemita               | Munenori Nawa       | 3               |                                                                                |          |
| 2016 | Yahari ore no seishun Love Come wa machigatteiru. Zoku | Kei Oikawa          | 1               | Na podstawie tomu 10,5 serii Yahari ore no seishun Love Come wa machigatteiru. | [ 44 ]   |
| 2016 | Bikini Warriors                                        | Naoyuki Kuzuya      | 5               | We współpracy z PRA.                                                           |          |
| 2017 | Oshiete! Galko-chan                                    | Keiichiro Kawaguchi | 1               | Odcinek OVA dołączony do 4. tomu mangi.                                        |          |
| 2017 | Kakuchō shōjo-kei Trinary                              | Itsuro Kawasaki     | 34              | We współpracy z Toei Animation.                                                |          |